# Raymond Defosse
Pour les articles homonymes, voir Defosse.
Raymond Defosse (Rouen, 26 décembre 1897 - Paris, 1er mars 1956), est un militaire et prêtre français, Compagnon de la Libération. Vétéran de la Première Guerre mondiale, il est ordonné prêtre en 1924 et exerce à Rome puis en Afrique-Équatoriale française. Officier de réserve, il se rallie à la France libre en 1940 et participe aux combats au Moyen-Orient et en Afrique de l'Est et du Nord. En poste au Moyen-Congo et en Mauritanie après la guerre, une grave maladie le contraint à rentrer en France.

## Biographie

### Jeunesse et engagement
Raymond Defosse naît le 26 décembre 1897 à Rouen, alors en Seine inférieure. Il fait ses études secondaires au petit séminaire diocésain de la ville.

### Première Guerre mondiale
Mobilisé en janvier 1916, il est affecté comme chasseur au 1er groupe de chasseurs cyclistes. Gravissant les échelons, il est promu chasseur de 1re classe le 3 février 1917 puis caporal le 20 novembre de la même année. Passé sergent le 20 avril 1918, il s'illustre les 16 et 17 juillet, pendant la seconde bataille de la Marne, en menant avec succès sa section à l'assaut puis, sous la mitraille et les bombardements ennemis, en se portant à l'aide d'un officier blessé qu'il parvient à ramener dans les lignes françaises. Ces actions lui valent une citation à l'ordre du corps d'armée. Le 22 août 1918, il entre à Saint-Cyr pour suivre les cours d'élève officier de réserve et est promu aspirant le 5 février 1919. Muté au 201e régiment d'infanterie le 8 juin 1919, il participe à l'occupation de la Rhénanie jusqu'au 2 octobre 1919, date à laquelle il est démobilisé.

### Entre-deux-guerres
Bien que restant officier de réserve, il retrouve le chemin du séminaire en entrant au grand séminaire de Rouen puis, en 1921, il intègre le noviciat de la congrégation du Saint-Esprit. Promu sous-lieutenant dans la réserve du 131e régiment d'infanterie le 24 janvier 1923, il entre au séminaire français de Rome et est ordonné prêtre en 1924,. Décrochant un doctorat en théologie, il exerce la fonction d'économe du séminaire avant d'être nommé procureur des spiritains auprès du Saint-Siège. Il est entre-temps promu lieutenant de réserve le 7 avril 1927. Rappelé en France en 1933, il est ensuite envoyé au vicariat apostolique de Brazzaville,. Il est alors mis à la disposition de la réserve des troupes coloniales de l'Afrique-Équatoriale française (AEF) et rattaché au bataillon de réserve du Moyen-Congo le 2 juillet 1934.

### Seconde Guerre mondiale
Mobilisé en 1939, il est placé en affectation spéciale le 16 octobre 1939 en tant que missionnaire catholique par décision du gouverneur général de l'AEF Pierre Boisson. Muté au régiment de tirailleurs sénégalais du Tchad en avril 1940, il se rallie à la France libre le 27 août lorsque la colonie du Moyen-Congo décide de suivre le général de Gaulle.
Promu capitaine en septembre 1940, il est affecté le 1er mars 1941 au bataillon de marche no 4 dont il prend le commandement de la 3e compagnie. À la tête de celle-ci, il participe à la campagne de Syrie en juin 1941 puis à la campagne d'Afrique de l'Est en juillet 1941. Après un passage au Liban en juillet 1942, il prend part à la campagne de Tunisie. Le 11 mai 1943, à Takrouna, il est gravement blessé par un éclat d'obus mais parvient cependant à s'emparer de son objectif et à s'y maintenir pendant une journée complète. Hospitalisé à Tripoli, Alexandrie puis Beyrouth, il subit trois mois de soins avant de pouvoir être sur pied. Ne pouvant plus combattre, il est placé en affectation spéciale comme missionnaire et retrouve Brazzaville en novembre 1943 pour travailler à la mission de Monseigneur Biéchy. Fait Compagnon de la Libération par décret du 2 juin 1943, il reçoit la croix de la Libération des mains du général de Gaulle lorsque celui-ci est présent au Moyen-Congo pour la conférence de Brazzaville au début de l'année 1944,. Il est démobilisé en octobre 1945.

## Après-guerre
Promu chef de bataillon de réserve, il continue sa mission à Brazzaville avant de partir pour la Mauritanie en 1951,. Aumônier militaire à Atar, il y fonde une mission dans des conditions particulièrement difficiles,. Gravement malade, il est contraint de rentrer en France en 1955. Raymond Defosse meurt le 1er mars 1956 à l'hôpital militaire du Val-de-Grâce. Il est inhumé au cimetière privé de la congrégation du Saint-Esprit à Chevilly-Larue, dans le Val-de-Marne.

## Décorations
|  |  |  |
|  |  |  |
|  |  |  |

| Chevalier de la Légion d'honneur                        | Chevalier de la Légion d'honneur | Compagnon de la Libération     | Compagnon de la Libération     | Croix de guerre 1914-1918 (France) Avec une étoile de vermeil | Croix de guerre 1914-1918 (France) Avec une étoile de vermeil |
| Croix de guerre 1939-1945                               | Croix de guerre 1939-1945        | Médaille des blessés de guerre | Médaille des blessés de guerre | Médaille coloniale Avec agrafe "Somalie"                      | Médaille coloniale Avec agrafe "Somalie"                      |
| Médaille commémorative française de la guerre 1939-1945 |                                  |                                |                                |                                                               |                                                               |